# Futbol'nyj Klub Dynamo Kyïv 2023-2024
Questa voce raccoglie le informazioni riguardanti il Futbol'nyj Klub Dynamo Kyïv, meglio conosciuta come Dinamo Kiev, nelle competizioni ufficiali della stagione 2023-2024.

## Stagione
La stagione 2023-2024 vede la 33ª partecipazione alla Prem"jer-liha per la Dinamo Kiev, che conferma in panchina il tecnico rumeno Mircea Lucescu. La squadra di Kiev, dopo aver concluso il campionato precedente in quarta posizione, accede al terzo turno di qualificazioni della Conference League. Il primo impegno ufficiale dei bianco-blu è l'incontro casalingo di campionato contro il Mynaj, vinto per 4-1. In Europa la Dinamo supera il terzo turno contro i greci dell'Arīs Salonicco vincendo ai rigori dopo che il doppio confronto si è concluso in parità (2-2). Il 20 agosto la Dinamo incassa la prima sconfitta in campionato, perdendo 3-2 in casa del Čornomorec'. Il 31 agosto la Dinamo Kiev viene estromessa dalle competizioni europee per mano dei turchi del Beşiktaş, vincitori con un risultato complessivo di 4-2 agli spareggi di Conference League.
Il 27 settembre, all'esordio in Coppa di Ucraina, la Dinamo viene eliminata dai concittadini dell'Obolon' per 1-0. Il 3 novembre la Dinamo Kiev perde il derby d'Ucraina per 1-0 contro lo Šachtar e in serata l'allenatore Mircea Lucescu rassegna le proprie dimissioni. Il 12 novembre la Dinamo Kiev, guidata in panchina dall'ex portiere Oleksandr Šovkovs'kyj, batte a domicilio il Kryvbas Kryvyj Rih per due reti a zero. In seguito agli ottimi risultati conseguiti, Šovkovs'kyj viene confermato in qualità di primo allenatore della squadra.
L'11 maggio, con la sconfitta per 1-0 nello scontro diretto, la Dinamo Kiev consegna la vittoria del campionato allo Šachtar. Il 25 maggio si conclude la stagione della Dinamo Kiev, con la vittoria esterna per 2-1 sul campo del Ruch L'viv. La squadra di Šovkovs'kyj si qualifica al secondo turno preliminare della UEFA Champions League 2024-2025. Vladyslav Vanat, con 14 reti, si laurea capocannoniere della Prem"jer-liha.

## Maglie e sponsor
Lo sponsor tecnico per la stagione 2023-2024 è New Balance, mentre gli sponsor ufficiali sono FavBet, presente con un piccolo logo nella parte superiore dello stemma e con una scritta più grande sul retro sotto il numero di maglia, e ABank24, presente al centro sul fronte della divisa. La prima maglia riporta i tipici colori bianco e blu, e si rifà in maniera stilizzata alla divisa utilizzata nella stagione 2006-2007. Il colletto è tondo e sul petto da sinistra a destra sono impressi lo stemma della Dinamo Kiev, la bandiera dell'Ucraina e il simbolo della New Balance. Il secondo equipaggiamento è completamente blu, con strisce stilizzate diagonali di colore azzurro. La terza maglia riprende i colori della bandiera ucraina e si presenta tutta gialla, con i bordi delle maniche blu. Al centro, in verticale, ci sono le iniziali del club FCDK.
|  | Casa |  | Trasferta |  | Terza maglia |

## Organigramma societario
Dal sito internet ufficiale della società.
Area direttiva
- Presidente: Ihor Surkis

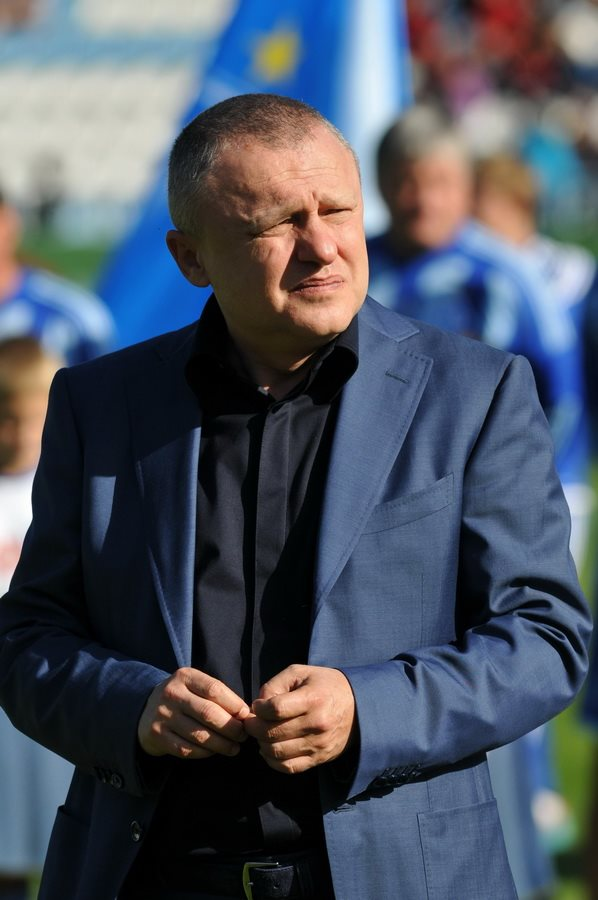
Il presidente della Dinamo Kiev, Ihor Surkis

- Primo Vicepresidente: Vitalii Sivkov
- Direttore generale: Rezo Chokhonelidze
- Direttore sportivo: Volodymyr Bezsonov
- Vicepresidenti: Oleksij Palamarčuk, Oleksij Semenenko, Andrij Madzjanovs'kyj, Mark Ginzburg
- Vicedirettore generale: Serhij Mochnyk

Area tecnica

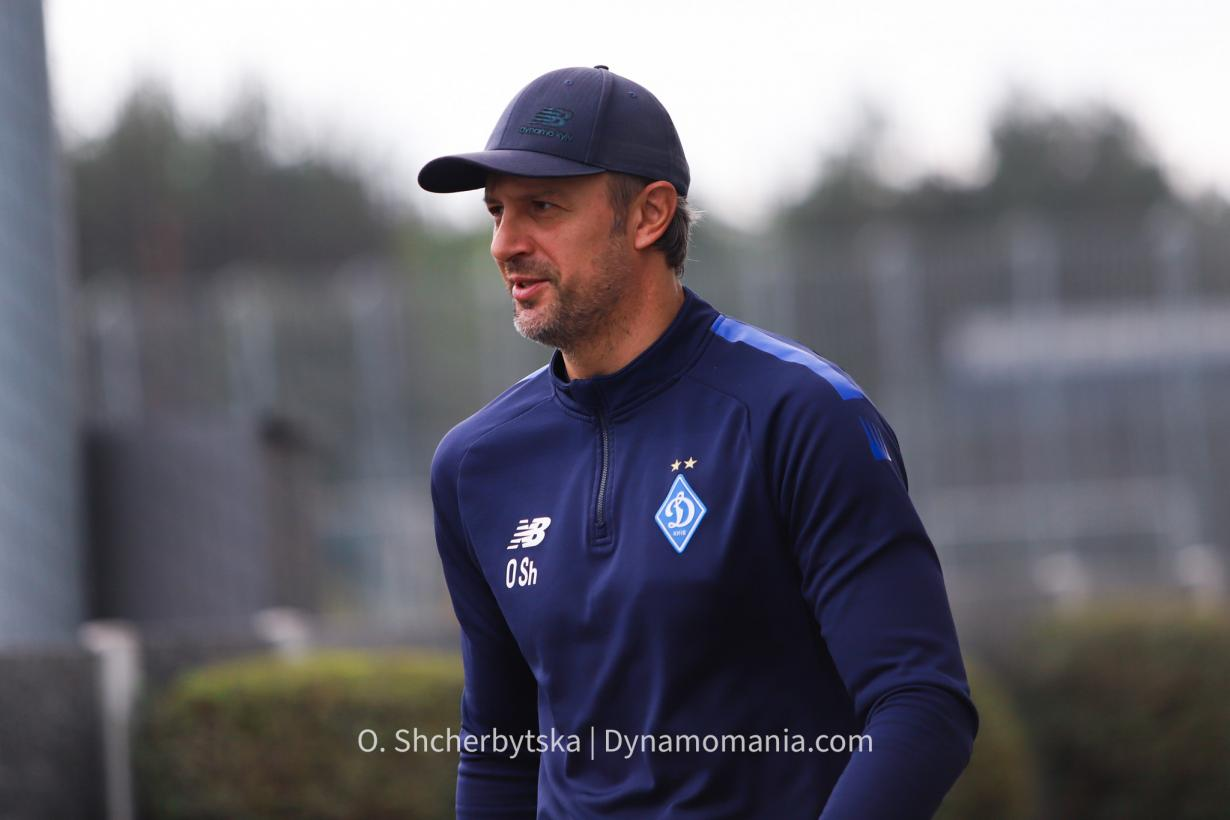
Il nuovo allenatore della Dinamo Kiev, Oleksandr Šovkovs'kyj

- Allenatore: Mircea Lucescu;[1] Oleksandr Šovkovs'kyj[2]
- Allenatore in seconda: Emil Caras
- Assistenti: Oleh Husjev, Oleksandr Šovkovs'kyj
- Preparatore dei portieri: Mychajlo Mychajlov
- Preparatori atletici: Vitalij Kulyba, Volodymyr Jarmošuk
- Coordinatore settore giovanile: Oleksandr Iščenko

Area sanitaria
- Fisioterapisti: Ihor Šmorhun, Anatolij Žučka, Andrij Šmorhun
- Staff medico: Serhij Kravčenko, Andrij Soldatkin, Andrij Sobčenko

Area marketing
- Gruppo analitico: Olexandr Kozlov, Anatolij Kroščenko
- Direttore Dynamo TV: Serhij Polchovs'kyj
- Capo del Fan club: Serhij Michajlenko

Area amministrativa
- Amministrazione: Olexandr Lemiško, Viktor Kašpur, Anatolij Paškovs'kyj, Pylyp Repetylo
- Manager: Anatolij Volk
- Avvocato: Dmytro Brif

Area Scout
- Osservatore: Oleksandr Zavarov

## Rosa

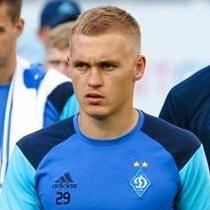
Vitalij Bujal's'kij, il nuovo capitano della Dinamo Kiev

Rosa e numerazione, tratte dal sito ufficiale della Dynamo Kyïv.
| N. |                     | Ruolo | Calciatore                        |
| -- | ------------------- | ----- | --------------------------------- |
| 1  | Ucraina (bandiera)  | P     | Heorhij Buščan                    |
| 2  | Ucraina (bandiera)  | D     | Kostjantyn Vivčarenko             |
| 4  | Ucraina (bandiera)  | D     | Denys Popov                       |
| 5  | Ucraina (bandiera)  | C     | Serhij Sydorčuk                   |
| 6  | Ucraina (bandiera)  | C     | Volodymyr Bražko                  |
| 7  | Ucraina (bandiera)  | A     | Andrij Jarmolenko (vice capitano) |
| 8  | Ucraina (bandiera)  | C     | Volodymyr Šepeljev                |
| 9  | Giamaica (bandiera) | A     | Kaheem Parris                     |
| 9  | Ucraina (bandiera)  | A     | Nazar Vološyn                     |
| 10 | Ucraina (bandiera)  | C     | Mykola Šaparenko                  |
| 11 | Ucraina (bandiera)  | A     | Vladyslav Vanat                   |
| 18 | Ucraina (bandiera)  | C     | Oleksandr Andrijevs'kyj           |
| 20 | Ucraina (bandiera)  | C     | Oleksandr Karavajev               |
| 21 | Ucraina (bandiera)  | A     | Vladyslav Suprjaha                |
| 22 | Ucraina (bandiera)  | C     | Vladyslav Kabajev                 |
| 23 | Ucraina (bandiera)  | D     | Navin Malyš                       |

| N. |                               | Ruolo | Calciatore                     |
| -- | ----------------------------- | ----- | ------------------------------ |
| 24 | Ucraina (bandiera)            | D     | Oleksandr Tymčyk               |
| 25 | Ucraina (bandiera)            | D     | Maksym Djačuk                  |
| 29 | Ucraina (bandiera)            | C     | Vitalij Bujal's'kij (capitano) |
| 30 | Senegal (bandiera)            | C     | Samba Diallo                   |
| 32 | Ucraina (bandiera)            | D     | Taras Mychavko                 |
| 34 | Ucraina (bandiera)            | D     | Oleksandr Syrota               |
| 35 | Ucraina (bandiera)            | P     | Ruslan Neščeret                |
| 37 | Ucraina (bandiera)            | C     | Anton Carenko                  |
| 40 | Ucraina (bandiera)            | D     | Kristian Bilovar               |
| 44 | Ucraina (bandiera)            | D     | Vladyslav Dubinčak             |
| 51 | Ucraina (bandiera)            | P     | Valentyn Morhun                |
| 74 | Ucraina (bandiera)            | P     | Denys Ihnatenko                |
| 77 | Nigeria (bandiera)            | C     | Benito                         |
| 90 | Ucraina (bandiera)            | D     | Oleksij Husjev                 |
| 92 | Macedonia del Nord (bandiera) | C     | Reshat Ramadani                |
| 99 | Ucraina (bandiera)            | A     | Matvij Ponomarenko             |

## Calciomercato

### Sessione estiva
| Acquisti         | Acquisti              | Acquisti        | Acquisti      |
| R.               | Nome                  | da              | Modalità      |
| ---------------- | --------------------- | --------------- | ------------- |
| D                | Kristian Bilovar      | AEL Limassol    | fine prestito |
| C                | Volodymyr Bražko      | Zorja           | fine prestito |
| A                | Andrij Jarmolenko     | Al-Ain          | gratuito      |
| Altre operazioni |                       |                 |               |
| R.               | Nome                  | da              | Modalità      |
| D                | Mykyta Burda          | Zorja           | fine prestito |
| D                | Mykyta Kravčenko      | Kolos Kovalivka | fine prestito |
| D                | Denys Kuzyk           | L'viv           | fine prestito |
| D                | Sidcley               | CSKA Sofia      | fine prestito |
| C                | Bohdan Biloševs'kyj   | Oleksandrija    | fine prestito |
| C                | Viktor Blizničenko    | Inhulec'        | fine prestito |
| C                | Serhij Buleca         | Zorja           | fine prestito |
| C                | Jevhen Smyrnyj        | Kolos Kovalivka | fine prestito |
| C                | Giorgi Ts'it'aishvili | Lech Poznań     | fine prestito |
| C                | Vikentij Vološyn      | Oleksandrija    | fine prestito |
| A                | Artem Bjesjedin       | Omonia          | fine prestito |
| A                | Fran Sol              | Malaga          | fine prestito |
| A                | Gerson Rodrigues      | Al-Wahda        | fine prestito |

| Cessioni         | Cessioni              | Cessioni           | Cessioni                   |
| R.               | Nome                  | a                  | Modalità                   |
| ---------------- | --------------------- | ------------------ | -------------------------- |
| P                | Denys Bojko           |                    | svincolato                 |
| D                | Anton Bol'            | Zorja              | prestito                   |
| C                | Denys Harmaš          | Osijek             | gratuito                   |
| C                | Oleksandr Jacyk       | Zorja              | prestito                   |
| C                | Bohdan Ljednjev       | Dnipro-1           | definitivo (0,5 milioni €) |
| C                | Justin Lonwijk        | Anderlecht         | prestito                   |
| C                | Serhij Sydorčuk       | Westerlo           | definitivo (0,7 milioni €) |
| A                | Kaheem Parris         | Sabah              | prestito                   |
| A                | Eric Ramírez          | Atlético Nacional  | prestito                   |
| Altre operazioni |                       |                    |                            |
| R.               | Nome                  | a                  | Modalità                   |
| D                | Mykyta Burda          |                    | svincolato                 |
| D                | Mykyta Kravčenko      | Polіssja Žytomyr   | prestito                   |
| D                | Denys Kuzyk           | Kryvbas Kryvyj Rih | gratuito                   |
| D                | Sidcley               |                    | svincolato                 |
| C                | Achmed Alibekov       | Epicentr           | gratuito                   |
| C                | Bohdan Biloševs'kyj   | Oleksandrija       | gratuito                   |
| C                | Viktor Blizničenko    | Kryvbas Kryvyj Rih | prestito                   |
| C                | Serhij Buleca         | Zagłębie Lubin     | prestito                   |
| C                | Jevhen Smyrnyj        | Oleksandrija       | gratuito                   |
| C                | Giorgi Ts'it'aishvili | Dinamo Batumi      | prestito                   |
| C                | Vikentij Vološyn      | Zorja              | prestito                   |
| A                | Artem Bjesjedin       |                    | svincolato                 |
| A                | Jevhen Isajenko       | Metalist           | gratuito                   |
| A                | Gerson Rodrigues      | Sivasspor          | prestito                   |
| A                | Fran Sol              | AEK Larnaca        | gratuito                   |

### Sessione invernale
| Acquisti         | Acquisti         | Acquisti   | Acquisti      |
| R.               | Nome             | da         | Modalità      |
| ---------------- | ---------------- | ---------- | ------------- |
| D                | Taras Mychavko   | L'viv      | gratuito      |
| Altre operazioni |                  |            |               |
| R.               | Nome             | da         | Modalità      |
| C                | Justin Lonwijk   | Anderlecht | fine prestito |
| A                | Gerson Rodrigues | Sivasspor  | fine prestito |

| Cessioni         | Cessioni         | Cessioni          | Cessioni |
| R.               | Nome             | a                 | Modalità |
| ---------------- | ---------------- | ----------------- | -------- |
| C                | Reshat Ramadani  | Škendija          | prestito |
| Altre operazioni |                  |                   |          |
| R.               | Nome             | a                 | Modalità |
| C                | Justin Lonwijk   | Fortuna Sittard   | prestito |
| A                | Gerson Rodrigues | Slovan Bratislava | prestito |

## Risultati

### Prem"jer-liha

#### Girone di andata
| Arbitro: | Maksym (Zaporižžja) |

|                                                       |           |             |
| Vanat 27’, 30’ Bujal's'kij 87’ (rig.) Karavajev 90+3’ | Marcatori | 3’ Vitenčuk |

| Arbitro: | Ivanov (Makiïvka) |

|                         |           |                                                               |
| Černenko 44’ Karas' 51’ | Marcatori | 20’ Vanat 31’ (rig.), 77’ (rig.) Jarmolenko 45+5’ Bujal's'kij |

| Arbitro: | Omel'čenko (Slov"jans'k) |

|                                       |           |                            |
| Vološyn 11’, 22’ Vanat 34’ Djačuk 90’ | Marcatori | 30’ Dmytrenko 71’ Remenjuk |

| Arbitro: | Omel'čenko (Slov"jans'k) |

|                                     |           |                             |
| Avahimjan 20’ Štohrin 53’ Iyede 90’ | Marcatori | 48’ Jarmolenko 60’ Sydorčuk |

| Arbitro: | Kozyrjac'kyyj (Zaporižžja) |

|                                             |           |  |
| Jarmolenko 40’ Ponomarenko 80’ Šepeljev 84’ | Marcatori |  |

| Arbitro: | Omel'čenko (Slov"jans'k) |

|  |           |                                         |
|  | Marcatori | 7’ Andrijevs'kyj 22’ Kabajev 67’ Bražko |

| Arbitro: | Kozyk (Mukačevo) |

|                       |           |  |
| Vološyn 5’ Benito 83’ | Marcatori |  |

| Arbitro: | Pančyšyn (Charkiv) |

|                                |           |                                                               |
| Bojko 61’ (rig.) Prjadun 90+1’ | Marcatori | 4’ Bražko 72’ Jarmolenko 77’ (rig.) Bujal's'kij 90+3’ Vološyn |

| Arbitro: | Kozyrjac'kyyj (Zaporižžja) |

|                                             |           |                        |
| Bražko 15’, 83’ Vanat 44’ Bujal's'kij 90+3’ | Marcatori | 42’ Geovani 47’ Skorko |

| Arbitro: | Romanov (Dnipro) |

|                                           |           |                            |
| Krušyns'kyj 15’ Budkivs'kyj 64’ Kozak 70’ | Marcatori | 3’, 54’ (rig.) Bujal's'kij |

| Arbitro: | Kopijevs'kyyj (Kropyvnyc'kyj) |

|  |           |              |
|  | Marcatori | 13’ Huculjak |

| Arbitro: | Kozyrjac'kyyj (Zaporižžja) |

|              |           |            |
| Lučkevyč 51’ | Marcatori | 19’ Tymčyk |

| Arbitro: | Kozyk (Mukačevo) |

|  |           |            |
|  | Marcatori | 54’ Zubkov |

| Arbitro: | Kozyrjac'kyyj (Zaporižžja) |

|  |           |                        |
|  | Marcatori | 8’ Vanat 27’ Karavajev |

| Arbitro: | Novochatnij (Čerkasy) |

|                       |           |  |
| Tymčyk 6’ Kabajev 43’ | Marcatori |  |

#### Girone di ritorno
| Arbitro: | Šandor (Leopoli) |

|              |           |                                                   |
| Korablin 48’ | Marcatori | 5’ Bujal's'kij 29’ (aut.) Njemčaninov 86’ Vološyn |

| Arbitro: | Kopijevs'kyyj (Kropyvnyc'kyj) |

|                             |           |  |
| Benito 66’ Vanat 88’ (rig.) | Marcatori |  |

| Arbitro: | Kopijevs'kyyj (Kropyvnyc'kyj) |

|                        |           |                                            |
| Harmaš 5’ Frimpong 72’ | Marcatori | 43’ Kabajev 62’, 65’ Vanat 69’ Bujal's'kij |

| Arbitro: | Kovalenko (Poltava) |

|              |           |  |
| Šepeljev 38’ | Marcatori |  |

| Arbitro: | Pančyšyn (Charkiv) |

|                         |           |            |
| Mrvaljević 90+9’ (rig.) | Marcatori | 5’ Vološyn |

| Arbitro: | Romanov (Dnipro) |

|                     |           |  |
| Vanat 30’ Popov 85’ | Marcatori |  |

| Arbitro: | Šandor (Leopoli) |

|               |           |                                                                 |
| Kovtaljuk 83’ | Marcatori | 30’ Vanat 45+3’ Bražko 47’ (rig.), 77’ Šaparenko 78’ Jarmolenko |

| Arbitro: | Ivanov (Makiïvka) |

|                |           |            |
| Jarmolenko 15’ | Marcatori | 40’ Salihu |

| Arbitro: | Derevins'kyj (Kiev) |

|  |           |            |
|  | Marcatori | 64’ Bražko |

| Arbitro: | Novochatnij (Čerkasy) |

|                                         |           |  |
| Vanat 32’ Šaparenko 51’ Bujal's'kij 77’ | Marcatori |  |

| Arbitro: | Ivanov (Makiïvka) |

|              |           |                       |
| Huculjak 43’ | Marcatori | 49’ Kabajev 90’ Vanat |

| Arbitro: | Šurman (Vyšneve) |

|                                                                              |           |  |
| Bondarenko 48’ (aut.) Jarmolenko 32’ Bujal's'kij 52’ Kabajev 68’ Vološyn 71’ | Marcatori |  |

| Arbitro: | Derevins'kyj (Kiev) |

|                    |           |  |
| Sudakov 33’ (rig.) | Marcatori |  |

| Arbitro: | Kozyk (Mukačevo) |

|                                           |           |                 |
| Vanat 4’ (rig.) Šaparenko 6’ Dubinčak 81’ | Marcatori | 19’ Tverdochlib |

| Arbitro: | Pančyšyn (Charkiv) |

|           |           |                       |
| Didyk 63’ | Marcatori | 51’ Samba 76’ Carenko |

### Coppa d'Ucraina
| Arbitro: | D'ord' (Užhorod) |

|              |           |  |
| Suchanov 57’ | Marcatori |  |

### Conference League

#### Qualificazioni
| Arbitro: | Gillett |

|                  |           |  |
| Palma 63’ (rig.) | Marcatori |  |

| Arbitro: | Gishamer |

|                                                          |                      |                                                      |
| Vološyn 45’ Karavajev 85’                                | Marcatori            | 39’ Đurasek                                          |
| Bražko Andrijevs'kyj Samba Parris Benito Djačuk Dubinčak | Tiri di rigore 6 – 5 | Fabiano Menéndez Rupp Ferrari Lazaros Zamora Odubajo |

#### Spareggi
| Arbitro: | England |

|                           |           |                                                   |
| Šaparenko 60’ Vološyn 66’ | Marcatori | 40’ (rig.) Aboubakar 64’ Colley 90+5’ Zaınýtdınov |

| Arbitro: | Pinheiro |

|               |           |  |
| Aboubakar 52’ | Marcatori |  |

## Statistiche

### Statistiche di squadra
| Competizione      | Punti | In casa | In casa | In casa | In casa | In casa | In casa | In trasferta | In trasferta | In trasferta | In trasferta | In trasferta | In trasferta | Totale | Totale | Totale | Totale | Totale | Totale | DR  |
| Competizione      | Punti | G       | V       | N       | P       | Gf      | Gs      | G            | V            | N            | P            | Gf           | Gs           | G      | V      | N      | P      | Gf     | Gs     | DR  |
| ----------------- | ----- | ------- | ------- | ------- | ------- | ------- | ------- | ------------ | ------------ | ------------ | ------------ | ------------ | ------------ | ------ | ------ | ------ | ------ | ------ | ------ | --- |
| Prem"jer-liha     | 69    | 15      | 12      | 1       | 2       | 36      | 9       | 15           | 10           | 2            | 3            | 36           | 19           | 30     | 23     | 3      | 4      | 72     | 28     | +44 |
| Coppa di Ucraina  | -     | -       | -       | -       | -       | -       | -       | 1            | 0            | 0            | 1            | 0            | 1            | 1      | 0      | 0      | 1      | 0      | 1      | -1  |
| Conference League | -     | 2       | 1       | 0       | 1       | 4       | 4       | 2            | 0            | 0            | 2            | 0            | 2            | 4      | 1      | 0      | 3      | 4      | 6      | -2  |
| Totale            | -     | 17      | 13      | 1       | 3       | 40      | 13      | 18           | 11           | 2            | 5            | 36           | 22           | 36     | 23     | 3      | 9      | 76     | 35     | +41 |

### Andamento in campionato
| Giornata  | 1 | 2 | 3 | 4 | 5 | 6  | 7 | 8 | 9 | 10 | 11 | 12 | 13 | 14 | 15 | 16 | 17 | 18 | 19 | 20 | 21 | 22 | 23 | 24 | 25 | 26 | 27 | 28 | 29 | 30 |
| --------- | - | - | - | - | - | -- | - | - | - | -- | -- | -- | -- | -- | -- | -- | -- | -- | -- | -- | -- | -- | -- | -- | -- | -- | -- | -- | -- | -- |
| Luogo     | C | T | C | T | C | T  | C | T | C | T  | C  | T  | C  | T  | C  | T  | C  | T  | C  | T  | C  | T  | C  | T  | C  | T  | C  | T  | C  | T  |
| Risultato | V | V | V | P | V | V  | V | V | V | P  | P  | N  | P  | V  | V  | V  | V  | V  | V  | N  | V  | V  | N  | V  | V  | V  | V  | P  | V  | V  |
| Posizione | 1 | 1 | 5 | 7 | 8 | 10 | 7 | 5 | 5 | 5  | 7  | 7  | 8  | 8  | 6  | 6  | 5  | 5  | 4  | 4  | 4  | 4  | 3  | 2  | 2  | 2  | 2  | 2  | 2  | 2  |

Legenda:

Luogo: C = Casa; T = Trasferta. Risultato: V = Vittoria; N = Pareggio; P = Sconfitta.

### Statistiche dei giocatori
In corsivo i calciatori ceduti durante la stagione
| Giocatore        | Prem"jer-liha | Prem"jer-liha | Prem"jer-liha | Prem"jer-liha | Coppa di Ucraina | Coppa di Ucraina | Coppa di Ucraina | Coppa di Ucraina | Conference League | Conference League | Conference League | Conference League | Totale   | Totale | Totale      | Totale     |
| Giocatore        | Presenze      | Reti          | Ammonizioni   | Espulsioni    | Presenze         | Reti             | Ammonizioni      | Espulsioni       | Presenze          | Reti              | Ammonizioni       | Espulsioni        | Presenze | Reti   | Ammonizioni | Espulsioni |
| ---------------- | ------------- | ------------- | ------------- | ------------- | ---------------- | ---------------- | ---------------- | ---------------- | ----------------- | ----------------- | ----------------- | ----------------- | -------- | ------ | ----------- | ---------- |
| O. Andrijevs'kyj | 22            | 1             | 3             | 0             | 1                | 0                | 0                | 0                | 2                 | 0                 | 1                 | 0                 | 25       | 1      | 4           | 0          |
| Benito           | 18            | 2             | 1             | 0             | 1                | 0                | 0                | 0                | 4                 | 0                 | 0                 | 0                 | 23       | 2      | 1           | 0          |
| K. Bilovar       | 6             | 0             | 1             | 0             | 1                | 0                | 0                | 0                | 0                 | 0                 | 0                 | 0                 | 7        | 0      | 1           | 0          |
| V. Bražko        | 27            | 6             | 4             | 0             | 1                | 0                | 0                | 0                | 3                 | 0                 | 0                 | 0                 | 31       | 6      | 4           | 0          |
| V. Bujal's'kij   | 23            | 9             | 2             | 0             | 1                | 0                | 1                | 0                | 4                 | 0                 | 0                 | 0                 | 28       | 9      | 3           | 0          |
| H. Buščan        | 26            | -20           | 1             | 0             | 0                | -0               | 0                | 0                | 4                 | -6                | 1                 | 0                 | 30       | -26    | 2           | 0          |
| A. Carenko       | 7             | 1             | 0             | 0             | 0                | 0                | 0                | 0                | 1                 | 0                 | 0                 | 0                 | 8        | 1      | 0           | 0          |
| M. Djačuk        | 19            | 1             | 4             | 0             | 0                | 0                | 0                | 0                | 1                 | 0                 | 0                 | 0                 | 20       | 1      | 4           | 0          |
| V. Dubinčak      | 22            | 1             | 5             | 0             | 1                | 0                | 1                | 0                | 4                 | 0                 | 2                 | 0                 | 27       | 1      | 8           | 0          |
| A. Jarmolenko    | 17            | 8             | 3             | 0             | 1                | 0                | 0                | 0                | 2                 | 0                 | 0                 | 0                 | 20       | 8      | 3           | 0          |
| V. Kabajev       | 26            | 5             | 3             | 0             | 0                | 0                | 0                | 0                | 1                 | 0                 | 0                 | 0                 | 27       | 5      | 3           | 0          |
| O. Karavajev     | 20            | 2             | 1             | 1             | 1                | 0                | 0                | 0                | 3                 | 1                 | 0                 | 0                 | 24       | 3      | 1           | 1          |
| N. Malyš         | 3             | 0             | 0             | 0             | 0                | 0                | 0                | 0                | 0                 | 0                 | 0                 | 0                 | 3        | 0      | 0           | 0          |
| T. Mychavko      | 8             | 0             | 0             | 0             | -                | -                | -                | -                | -                 | -                 | -                 | -                 | 8        | 0      | 0           | 0          |
| R. Neščeret      | 4             | -7            | 0             | 0             | 1                | -1               | 0                | 0                | 0                 | -0                | 0                 | 0                 | 5        | -8     | 0           | 0          |
| K. Parris        | 0             | 0             | 0             | 0             | -                | -                | -                | -                | 1                 | 0                 | 0                 | 0                 | 1        | 0      | 0           | 0          |
| M. Ponomarenko   | 7             | 1             | 1             | 0             | 0                | 0                | 0                | 0                | 0                 | 0                 | 0                 | 0                 | 7        | 1      | 1           | 0          |
| D. Popov         | 24            | 1             | 1             | 1             | 1                | 0                | 0                | 0                | 3                 | 0                 | 1                 | 0                 | 28       | 1      | 2           | 1          |
| R. Ramadani      | 2             | 0             | 0             | 0             | 1                | 0                | 0                | 0                | 0                 | 0                 | 0                 | 0                 | 3        | 0      | 0           | 0          |
| Samba            | 10            | 1             | 2             | 0             | 1                | 0                | 0                | 0                | 3                 | 0                 | 0                 | 0                 | 14       | 1      | 2           | 0          |
| M. Šaparenko     | 22            | 4             | 5             | 0             | 0                | 0                | 0                | 0                | 4                 | 1                 | 1                 | 0                 | 26       | 5      | 6           | 0          |
| V. Šepeljev      | 21            | 2             | 4             | 0             | 1                | 0                | 1                | 0                | 1                 | 0                 | 0                 | 0                 | 23       | 2      | 5           | 0          |
| V. Suprjaha      | 8             | 0             | 0             | 0             | 0                | 0                | 0                | 0                | 0                 | 0                 | 0                 | 0                 | 8        | 0      | 0           | 0          |
| S. Sydorčuk      | 3             | 1             | 1             | 0             | -                | -                | -                | -                | 4                 | 0                 | 2                 | 0                 | 7        | 1      | 3           | 0          |
| O. Syrota        | 16            | 0             | 3             | 1             | 1                | 0                | 0                | 0                | 4                 | 0                 | 1                 | 0                 | 21       | 0      | 4           | 1          |
| O. Tymčyk        | 23            | 2             | 3             | 1             | 0                | 0                | 0                | 0                | 4                 | 0                 | 1                 | 0                 | 27       | 2      | 4           | 1          |
| V. Vanat         | 27            | 14            | 7             | 1             | 0                | 0                | 0                | 0                | 3                 | 0                 | 0                 | 0                 | 30       | 14     | 7           | 1          |
| K. Vivčarenko    | 15            | 0             | 2             | 0             | 0                | 0                | 0                | 0                | 0                 | 0                 | 0                 | 0                 | 15       | 0      | 2           | 0          |
| N. Vološyn       | 26            | 7             | 6             | 1             | 1                | 0                | 0                | 0                | 4                 | 2                 | 0                 | 0                 | 31       | 9      | 6           | 1          |